# Phorochelifer mundus
Phorochelifer mundus es una especie de arácnido del orden Pseudoscorpionida de la familia Cheliferidae.

## Distribución geográfica
Se encuentra en Nuevo México (Estados Unidos).